# Filippo Tornielli

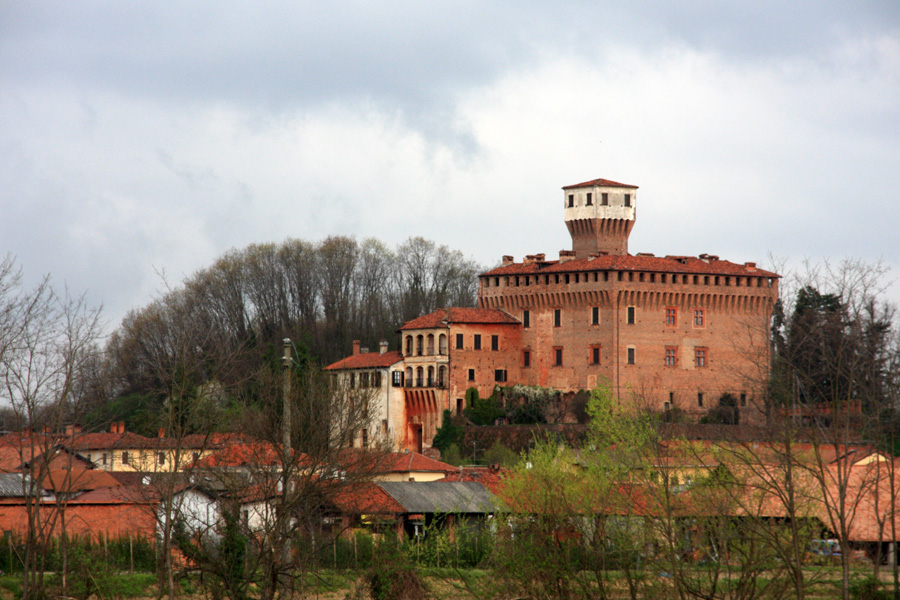
Castello di Briona.

Filippo Tornielli (... – Novara, 1556) è stato un condottiero italiano, marchese di Caravaggio, conte di Melzo, signore di Torricella, di Rosate, di Galliate, di Treviglio e di Vailate, nobile di Novara.

## Biografia
Era figlio di Manfredo Tornielli, signore di Briona.
Uomo d'armi, fu nel 1522 al servizio dello Stato Pontificio nella difesa della città di Novara contro i francesi. Nel 1523 fu al servizio del duca di Milano Francesco II Sforza nella difesa della città. Alla fine del 1525 passò sotto il Sacro Romano Impero dell'imperatore Carlo V. Per i suoi servizi a favore dell'Impero, nel 1527 ottenne i feudi di Galliate, Treviglio, Caravaggio, Vailate e Vergano, una rendita di 800 scudi d'oro da Carlo V e la contea di Biandrate. Nel 1542 combatté contro i Turchi in Ungheria per conto di Ferdinando I d'Asburgo. Nel 1555 ricoprì l'incarico di governatore di Novara.
Conclusa la carriera militare Filippo si ritirò nel castello di Briona, che aveva provveduto a rafforzare con la costruzione dei torrioni.
Morì nel 1556.

## Discendenza
Filippo sposò in prime nozze verso il 1520 Costanza (morta c. 1524), figlia di Ercole Bentivoglio e di Barbara Torelli.
Sposò in seconde nozze Antonia Gonzaga (1493-1540), figlia di Gianfrancesco Gonzaga (1446-1496), conte di Sabbioneta, e vedova di Alfonso Visconti di Saliceto, dalla quale ebbe due figli:
- Manfredo (?-1583), uomo d'armi al servizio degli spagnoli, succedette al padre dopo la sua morte[6]
- Livia (?-1553), poetessa, sposò Filippo Dionigi Borromeo, conte di Arona

Sposò infine in terze nozze nel 1542 Isabella Boschetti (1500-1560), che fu l'amante del duca di Mantova Federico II Gonzaga.